# Hallows Eve
Hallows Eve ist eine Thrash-Metal-Band aus Atlanta, USA. 

## Geschichte
Hallows Eve wurde an Halloween 1983 von Dave Stuart, Tommy Stewart, Skullator und Stacy Anderson gegründet. Der Bandname ist eine Bezeichnung für diesen amerikanischen Feiertag.
1984 entstand das Demo Tales of Terror und wenig später eine Rehearsal-Aufnahme. Ein Samplerbeitrag (Metal Merchants) für den Sampler Metal Massacre 6 folgte. Das Label Metal Blade nahm die Band unter Vertrag. 1985 erschien das Album Tales of Terror. Ronny Apoldt spielte das Schlagzeug ein, da Tym Helton kurz zuvor von einem Laster angefahren wurde und im Krankenhaus lag. Das Album enthält schnell gespielten Thrash Metal, der aber auch Melodien enthält. Die Produktion litt unter zeit- und budgetbedingten Einschränkungen. Die Texte behandeln Horror- und Science-Fiction-Themen. Das Album wird von der Szene gut aufgenommen, eine Tournee mit Slayer, Exodus und Nasty Savage folgte.
Skullator stieg vor der nächsten Platte Death & Insanity (1986) aus. Die Band machte mit nur einer Gitarre weiter. Auf dem Album zeigt sich eine spieltechnische Verbesserung der Band, auch die Produktion ist druckvoller. Textlich handelt dieses Konzeptalbum vor allem vom Tod.
Im Jahr 1986 erschien der Song "Lethal Tendencies", vom 1986er Album Death & Insanity,  auf dem Soundtrack zum Film 
Rivers Edge. Zu den Schauspielern gehörten unter anderem Keanu Reeves und Dennis Hopper.
Das nächste Album Monument wurde 1988 mit Rob Cayton am Schlagzeug eingespielt, der Tym Helton ersetzte. Monument enthält mit Sheer Heart Attack eine Queen-Coverversion. Nach dem Album konnte sich kein stabiles Line-up mehr finden, die Band spielte noch einige Zeit in wechselnden Besetzungen, bis sie zerbrach. James Murphy spielte unter anderem eine kurze Zeit mit der Band, bevor er zu Death wechselte. Tom Knight, ein Tourdrummer, spielte später für TLC.
2003 kam es zur Reunion mit neuem Line-up. Den Gesang übernahm Bassist Tommy Stewart. 2004 spielte die Band auf dem Keep-It-True-Festival in Lauda-Königshofen. 2005 erschien ein neues Album mit dem Titel Evil Never Dies zunächst im Eigenvertrieb. Das Album enthält viele Elemente aus dem Death Metal und erhielt zahlreiche schlechte Kritiken. 
Mit History of Terror kam 2006 eine Box heraus, die neben den ersten drei Alben inklusive Demos auch eine Live-CD enthält, auf der unter anderem ihr Auftritt im legendären CBGB 1985 enthalten ist. Eine Live-DVD rundet die Box ab.
Die Band ist heute noch mit Originalsänger und -bassisten aktiv und spielt verschiedentlich live.

## Bedeutung
Die Band gilt heute als Kultband der Thrash-Metal-Szene. Die ersten drei Alben gelten als Klassiker des Genres. Die Line-up-Probleme beendeten die Karriere der Band für längere Zeit, zu alter Stärke konnte sie danach nicht zurückkehren. 

## Diskografie
- Tales of Terror (1985)
- Death and Insanity (1986)
- Monument (1988)
- Evil Never Dies (2004)
- History of Terror (2006)
- The Neverending Sleep (2008)